# ポートピア (曲)
「ポートピア」（英語表記:Portopia）は、1980年5月1日に発売されたゴダイゴ14枚目のシングルである。

## 概要
「ポートピア」は、1981年に神戸ポートアイランドで開催された「ポートピア'81」のキャンペーン・ソングとして制作され、開催日初日の3月20日に現地で歌唱した。
1980年の第31回NHK紅白歌合戦で歌唱された。
B面「ア・グッド・デイ（A GOOD DAY）」は、西武デパート池袋店で開催され、後に全国を回る事になった「ゴダイゴ・ショップ」のテーマソングとして制作された。
ジャケット・デザイン（デザイン：森島紘）は、上段部に大きく「PORTOPIA」、下部にゴダイゴのロゴマーク、最下部に「a good day（筆記体）」。左上にポートピアのロゴマーク。
ライヴ・アルバム『中国 后醍醐』では、スタジオ録音盤で省略されている2番の歌詞（日本語）を聴くことができる。なお、中国語表記は「理想之港」。
通常盤発売日より2ヶ月後の1980年7月1日に、ポートアイランド建設中の現場で、メンバーとともに撮影されたA・B両面、ピクチャー仕様のシングルが発売。
1997年に兵庫県と兵庫県文化協会（現：兵庫県芸術文化協会）の制作で発売された2枚組CDアルバム『MEMORIES ふるさと兵庫歌のアルバム』（規格品番：HYG-001/2）の3曲目に「ポートピア」が収録。

## 収録曲
1. ポートピア（PORTOPIA）-　4:39
  - 作詞:百田直裕、奈良橋陽子、伊藤アキラ 作曲:タケカワユキヒデ 編曲:ミッキー吉野、ホーンアレンジ：岸本博
2. ア・グッド・デイ（A GOOD DAY）-　3:20
  - 作詞:奈良橋陽子、山川啓介 作曲:タケカワユキヒデ 編曲:ミッキー吉野

## 備考
- 「ポートピア'81」開始当初に神戸新交通ポートアイランド線（ポートライナー）が自動停止や出発不能などのトラブルが多発した事からこの歌で「ポートライナー　あだ名は『故障ライナー』」と揶揄されていた。